# Maksym Drozd
Maksym Serhijowycz Drozd, ukr. Максим Сергійович Дрозд (ur. 5 sierpnia 1991 w Iwano-Frankiwsku) – ukraiński siatkarz, grający na pozycji środkowego, reprezentant Ukrainy. 

## Sukcesy klubowe
Puchar Ukrainy:
- 2012, 2013, 2014, 2024[4], 2025[5]

Mistrzostwo Ukrainy:
- 2013, 2014, 2015, 2021, 2022[6], 2025[7]
- 2017, 2018, 2023[8], 2024[9]

Superpuchar Ukrainy:
- 2017, 2020, 2023[10], 2024[11]

Mistrzostwo Bułgarii:
- 2020

Puchar Ligi Ukraińskiej:
- 2022[12]

## Sukcesy reprezentacyjne
Letnia Uniwersjada:
- 2015

Liga Europejska:
- 2017[13], 2024[14]
- 2021, 2023[15]

## Nagrody indywidualne
- 2017: MVP i najlepszy środkowy Ligi Europejskiej
- 2017: MVP i najlepszy blokujący Superpucharu Ukrainy
- 2018: Najlepszy środkowy ukraińskiej Superligi w sezonie 2017/2018[16]
- 2024: MVP Superpucharu Ukrainy